# At gå op ad væggen
At gå op ad væggen er en portrætfilm fra 1997 instrueret af Anker Li efter eget manuskript.

## Handling
Lige siden sin debut har Villy Sørensen været en af dansk åndslivs mest markante skikkelser, både i sit litterære og i sit filosofiske virke. I dette portræt redegør han for sit liv gennem erindringen om sine forældre, om en skelsættende oplevelse som barn, om kampen mod sit vemod og befrielsen ved at opdage litteraturen. Om kærlighedens gennembrud og væsen, om sine studieår og den litterære debut. Om de dogmatiske 60'ere, filosofi, religiøsitet og om eros. Om sin plagsomme ryg og tanken om at skulle have levet et helt andet liv.